# Gmina związkowa Betzdorf
Gmina związkowa Betzdorf (niem. Verbandsgemeinde Betzdorf) – dawna gmina związkowa w Niemczech, w kraju związkowym Nadrenia-Palatynat, w powiecie Altenkirchen. Siedziba gminy związkowej znajdowała się w mieście Betzdorf.

## Podział administracyjny
Gmina związkowa zrzeszała pięć gmin, w tym jedną gminę miejską (Stadt) oraz cztery gminy wiejskie:
1. Alsdorf
2. Betzdorf
3. Grünebach
4. Scheuerfeld
5. Wallmenroth

1 stycznia 2017 gmina związkowa została połączona z gminą związkową Gebhardshain tworząc nową gminę związkową Betzdorf-Gebhardshain.